# Grube Victoria
Victoria war eine Grube im Siegerländer Erzrevier, in Kreuztal-Burgholdinghausen. In ihr wurden hauptsächlich Blei- und Zinkerze abgebaut, aber auch Eisenerz und Kupferkies, seltener Schwefelkies und Quecksilber. Sie war eines der höchstgelegenen Bergwerke im Siegerland.

## Gangmittel
Der Hauptgang war 430 m lang und bis zu 2 m mächtig. Er enthielt Blei-, Kupfer- und Fahlerze. Der Liegende Gang war in den oberen Sohlen bis zu 4 m mächtig und enthielt Bleierze, Spat- und Brauneisenstein, sowie Weißbleierz und selten auch Vitriolbleierz. Der dritte Gang war der Diagonalgang. Er war 2–4 m mächtig und enthielt 1–3 m mächtigen Bleiglanz, der Rest bestand aus Grauwacke und Schiefer.

## Geschichte
Uralte Pingenzüge sieht man in der Landschaft in der Nähe des ehemaligen Grubengeländes, erstmals schriftlich erwähnt wurde hier ein Erzvorkommen 1663. Im Jahr 1742 wurde der Obere Victoria-Stollen aufgefahren. Dieser wurde 125 m lang und erreichte 1750 den Erzgang. Bis 1804 wurde der Grubenbetrieb unterbrochen. Um 1850 erreichte der 450 m lange Tiefe Victoria-Stollen in der Alten Großen Victoria 53 m unter dem Oberen Stollen den Erzgang. Mit Fuhrwerken wurden die abgebauten Erze zur Aufbereitung und den Hütten befördert. Noch war die Grube recht unbedeutend für die Region. Zwischen 1857 und 59 wurden 103 t Kupfererz gefördert. Ab 1870 stieg die in den 60ern niedrige Bleierzgewinnung von 201 t im Jahr 1867 bis auf 937 t im Jahr 1885 an. Gleichzeitig sank allerdings die Förderung von Fahlerz um die Hälfte auf 31 t.
Am 5. Juni 1873 konsolidierten 22 Grubenfelder zur Grube Victoria, hier wurden Bleierz, Kupfererz, Zinkerz und Eisenerz gefördert, wobei letzteres ungern gefördert wurde, da Eisenstein nur in geringen Mengen vorkam. Teils wurden auch Schwefelkies und Quecksilber gefördert. Als die Erzvorkommen im Tiefen Victoria-Stollen dem Ende zugingen, kaufte eine rheinisch-westfälische Kapitalgruppe die Grube. Bald wurden im Gebiet reiche Erzvorkommen erkannt. 1886 wurde eine neue, moderne Aufbereitungsanlage 600 m talabwärts der Grubenanlagen errichtet. 1890 wurde ein Maschinenschacht abgeteuft und eine zweigleisige Schleppbahn zwischen dem Schacht und der Aufbereitung gebaut. Noch heute ist der Damm, auf dem die Bahn fuhr, markant in der Landschaft zu sehen. Der Doppelschacht hatte eine Teufe von 580 m und war 3 × 4 m groß. Zudem kamen zwei abgesetzte Blindschächte, die eine Gesamtteufe von 720 m bringen. Gefördert wurde mit einer Dampffördermaschine und einer Fördereinrichtung der Firma Vetter in Eiserfeld. Die Dampfmaschine hatte Geschwindigkeiten von
- 1200 m/min bei der Erzförderung und
- 300 m/min bei der Personenfahrt.

1900 wurde eine Schmalspurbahn von der Aufbereitung zum Littfelder Bahnhof errichtet, die die aufbereiteten Erze transportierte. 1909 kaufte der Märkisch-Westfälische Bergwerksverein die Grube für 2,7 Mio. Mark. 1900 zählte Victoria 201 Belegschaftsmitglieder. Ihre Blütezeit hatte sie mit monatlich mehr als 500 t Abbau, die Höchststände waren beim Zinkabbau 1911 und beim Bleiabbau 1913. Mit zunehmender Teufe wurden die Eisenerzvorkommen stärker, so dass auch dieses abgebaut wurde. 1909 konsolidierte das Bergwerk mit Heinrichssegen etwa 300 m nördlich.
1923 kaufte die Bergbau-Aktiengesellschaft Lothringen den Grubenbesitz Victoria-Altenberg, Mitte der 1920er Jahre bekam die Grube wirtschaftliche Probleme. Am 31. Dezember 1927 wurde sie dann stillgelegt, zum Schluss mit 179 Belegschaftsmitgliedern. Nach der Stilllegung wurden bis auf das Büro alle Gebäude abgerissen, in der Aufbereitung wurde eine Flotationsanlage errichtet. Sie diente bis Mitte der 1960er Jahre zur Gewinnung von Erzteilchen aus dem Bodensatz der Schlammteiche der Gruben im Umfeld, ab 1954 zur Verarbeitung aller Kupfererze im Siegerländer Erzrevier. Aufgearbeitet wurden dort:
- 90.340 t Kupfererz
- 7.722 t Kupfererzkonzentrat
- 1.519 t Kupfer (gewonnen)

1964 wurde das alte Bürogebäude abgerissen.
100 kg Bleierz enthielten 43 g Silber und bis zu 80 % Blei. 100 kg Fahlerz enthielten ca. 660 g Silber.

## Mineralien

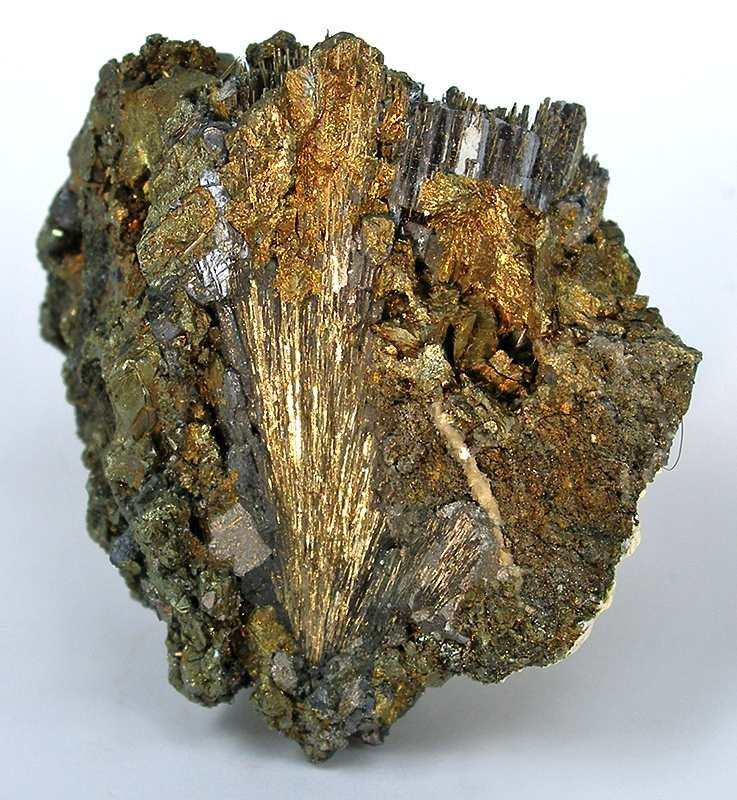
Millerit der Grube Victoria

Weltbekannt wurde die Grube durch ihre Mineralienvielfalt und -qualität. Verschiedenste Mineralien fanden sich im Bergwerk:
- Chalkopyrit (Kupferkies)
- Galenit (Bleiglanz)
- Siegenit
- Anglesit (Bleivitriol oder Vitriolbleierz)
- Cerussit (Weißbleierz)
- Pyrargyrit (gefunden in der Grube Heinrichssegen)

1909 fand man in den Gängen der Grube Victoria faustdicke Millerite, was bei diesem Mineral sehr ungewöhnlich ist.

## Konsolidationen
- Heinrichssegen: Stillgelegt am 31. Dezember 1927 mit 40 Belegschaftsmitgliedern. Erstverliehen wurde Heinrichssegen 1737, neu am 29. Oktober 1834. 1845 wurde ein Erbstollen angelegt, ab 1852 wurde Tiefbau betrieben, der Schacht wurde 1879 angelegt und hatte eine Teufe von 247 m. Erst wurde sie im April 1918 stillgelegt, ging ab 1919 zu Victoria.
- Regulus in Müsen (Hilchenbach), erstverliehen am 1. September 1856, gehörte zu Wilder Mann und Victoria